# Miconia altissima
Miconia altissima är en tvåhjärtbladig växtart som beskrevs av Célestin Alfred Cogniaux. Miconia altissima ingår i släktet Miconia och familjen Melastomataceae. Inga underarter finns listade i Catalogue of Life.